# Лисак Віктор Павлович
Лисак Віктор Павлович (1951, Жашків, Черкаська область, УРСР — 2015, Київ, Україна) — радянський, український кінооператор. Кінооператор-постановник вищої категорії. Член Національної спілки кінематографістів України. Член Європейської асоціації кінооператорів «Імаго». Академік Української телеакадемії.

## Життєпис
Народився 18 жовтня 1951 р. у місті Жашків, Черкаської області. Закінчив Київський державний інститут театрального мистецтва імені І. Карпенка-Карого.
З 1975 року працює на Київській кіностудії ім. О. П. Довженка. Працював на студії «ТРИТЭ» (Москва), співпрацював з іншими телекомпаніями Росії.
Пішов із життя 9 січня 2015 року в Києві. Похований на Байковому кладовищі.

## Фільмографія
Операторські роботи:
- «Любаша» (1978, асистент оператора)
- «Смужка нескошених диких квітів» (1979, асистент оператора)
- «Високий перевал» (1981, асистент оператора)
- «Не було б щастя...» (1983, асистент оператора)
- «Капітан Фракасс» (1984, т/ф, 2 c, другий оператор у співавт.)
- «Звинувачення» (1984, другий оператор у співавт.)
- «Грішник» (1988, 2-й оператор у співавт.)
- «Смиренне кладовище» (1989, другий оператор)
- «Приятель небіжчика» (1997, асистент оператора у співавт.)

Оператор-постановник:
- «Грішниця в масці» (1993, у співавт. з В. Гуєвським)
- «Ісус, син Бога живого» (1995)
- «Усім привіт» (1999)
- «Житлово-експлуатаційна комедія» (2003, т/с)
- «Новий російський романс»
- «Розлучення і дівоче прізвище» (2005)
- «П'ять хвилин до метро» (2006, у співавт.)
- «Один у Новорічну ніч» (2006)
- «Зачароване кохання» (2008)
- «Вчора закінчилась війна» (2010)
- «Поки станиця спить» (2014) та ін.

На «Мосфільмі»:
- «Урга — територія кохання» (1991, другий оператор)
- «Стомлені сонцем» (1994, другий оператор)